# 熱氣球飛行家
《熱氣球飛行家》（英語：The Aeronauts）是一部2019年英美合拍的傳記冒險片，由湯姆·哈波執導、監製和構想故事，並與傑克·索恩共同編劇，費莉絲蒂·瓊斯、艾迪·瑞德曼、希姆許·帕托及湯姆·寇特內。故事描述一名飛行員跟隨氣候科學家詹姆斯·葛萊舍搭乘熱氣球四處冒險時卻遇上了意外而遭遇險境。
該片最先於2019年8月30日在特柳賴德進行全球首映，後於多倫多國際影展上放映；《熱氣球飛行家》於2019年11月4日在英國上映，美國於同年12月6日上映。

## 劇情
冒失的飛行員艾蜜莉·芮恩和氣候科學家詹姆斯·葛萊舍試圖在一個熱氣球上尋找自我的同時，還陷入了一場史詩般的生存爭鬥中。

## 演員
- 費莉絲蒂·瓊斯飾演艾蜜莉·芮恩（Amelia Wren）
- 艾迪·瑞德曼飾演詹姆斯·葛萊舍（英语：James Glaisher）
- 希姆許·帕托飾演約翰·特魯（John Trew）
- 湯姆·寇特內飾演亞瑟·葛萊舍（Arthur Glaisher）

## 迴響
該片在爛番茄上根據63條評論而持有83%的新鮮度，平均得分為6.47／10。而在Metacritic上則獲得70分。

## 備註
1. 臺灣前譯為《天際傳奇》[5]。

## 外部連結
- 互联网电影数据库（IMDb）上《熱氣球飛行家》的资料（英文）